# Шпильовий Петро Іванович
Петро́ Іва́нович Шпильови́й (Шпилевий) (лютий 1907 , Алчевське, Катеринославська губернія, Російська імперія  — 1961 ) — радянський партійний і державний діяч, голова виконавчого комітету Сталінської та Донецької обласної ради депутатів трудящих. Депутат Верховної Ради СРСР 1-го скликання. Депутат, член Бюджетної комісії Верховної Ради УРСР 1-го скликання. Член ЦК КПУ (1938–1939).

## Біографія
Народився в лютому 1907 року в місті Алчевську Катеринославської губернії Російської імперії в родині робітника. Батько працював на Алчевському металургійному заводі «Дюмо» з 1900 року, спочатку кочегаром, а потім майстром парокотельного цеху.
Почав працювати на металургійному заводі в Алчевську із чотирнадцятирічного віку. У 1921–1923 роках — учень слюсаря на Алчевському металургійному заводі. У 1922 році закінчив школу ІІ-го ступеня. З 1923 по 1925 рік був учнем, підручним слюсаря і слюсарем-бригадиром учнівської бригади школи фабрично-заводського учнівства (ФЗУ) на Юзівському (Сталінському) металургійному заводі.
Член ВКП(б) з 1925 року.
З 1925 року — завідувач агітаційно-пропагандистського відділу комітету ЛКСМУ Сталінського металургійного заводу імені Сталіна, агітатор-пропагандист Павлівського районного комітету ЛКСМУ, відповідальний секретар Павлівського районного комітету ЛКСМУ Сталінської округи. У 1926–1927 роках — слухач Сталінської окружної школи радянського і партійного будівництва. З 1927 року — інструктор, згодом — завідувач економічного і організаційного відділів Сталінського окружного комітету ЛКСМУ.
У 1929–1930 роках — заступник завідувача тарифно-економічного відділу Сталінської окружної ради профспілок. У 1930–1931 роках — завідувач сектору виробництва і заробітної платні Сталінської міської ради профспілок.
У 1931–1932 роках — завідувач групи важкої промисловості і транспорту Сталінської міської контрольної комісії КП(б)У — РСІ (робітничо-селянської інспекції). З 1932 по січень 1934 року — завідувач групи важкої промисловості, заступник голови Донецької обласної контрольної комісії КП(б)У із промисловості. У 1934–1936 роках — керівник групи важкої промисловості, старший контролер Уповноваженого Комісії радянського контролю при РНК СРСР по Донецькій області.
З 1932 по 1937 рік заочно навчався в Донецькому інституті народного господарства.
З березня 1936 по травень 1937 року — 1-й секретар Кіровського районного комітету КП(б)У міста Сталіно. У травні — серпні 1937 року — завідувач відділу партійних кадрів Сталінського міського комітету КП(б)У Донецької області. У серпні — листопаді 1937 року — 2-й секретар Сталінського міського комітету КП(б)У Донецької області.
З 4 листопада 1937 року — виконувач обов'язків голови виконавчого комітету Донецької обласної ради, з червня 1938 року — виконувач обов'язків голови виконавчого комітету Сталінської обласної ради.
Делегат XVIII з'їзду ВКП(б) (1939). На XIV з'їзді КП(б)У 18 червня 1938 року обраний членом ЦК КП(б)У.
22 травня 1939 року заарештований органами НКВС СРСР. 3 червня 1939 року постановою бюро Сталінського обкому КП(б)У (протокол № 74) виключений із членів ВКП(б) як ворог народу. 7 серпня 1939 року постановою пленуму Сталінського обкому КП(б)У (протокол № 9) затверджене рішення бюро Сталінського обкому КП(б)У від 3 червня 1939 року «про виключення Шпілевого П. І. з членів ВКП(б)». Засуджений до ув'язнення, проте 16 березня 1942 року звільнений із Саратовської в'язниці.
До серпня 1943 року — заступник голови виконавчого комітету Фрунзенської обласної ради депутатів трудящих Киргизької РСР.
З серпня 1943 року — начальник відділу кадрів і заробітної плати Головного управління штучного рідкого палива і газу (Головгазпаливпрому) при РНК (РМ) СРСР у Москві.
4 грудня 1948 року знову заарештований. 3 вересня 1949 року засуджений Особливою нарадою на 10 років виправно-трудових таборів. Звільнений 14 лютого 1955 року. Реабілітований.
Помер у 1961 році.

## Нагороди
- орден Леніна (7.02.1939) — «за видатні успіхи у сільському господарстві, особливо за перевиконання планів основних сільськогосподарських робіт».